# کاپیتان سوباسا
کاپیتان سوباسا (به ژاپنی: キャプテン翼) که در ایران بیشتر با عنوان فوتبالیست‌ها شناخته می‌شود، یک مجموعه مانگا، انیمه ژاپنی است.
این اثر در ابتدا بر اساس مجموعهٔ کمیک‌استریپ‌های ژاپنی که یوئیچی تاکاهاشی در مجلهٔ هفتگی Shōnen Jump در ۳۷ قسمت تصویرسازی کرد، درست شد. این بخش مجله، با نام «کاپیتان سوباسا» برای نخستین بار در سال ۱۹۸۱ چاپ شد و انتشار آن تا سال ۱۹۸۸ تجدید می‌شد. اولین مجموعهٔ انیمیشنی آن نیز در ۱۹۸۳ آمادهٔ پخش شد. در طی نزدیک به ۳۰ سال به‌خاطر استقبال شایان مخاطبانش چندین سریال و فیلم انیمیشنی از آن، همزمان با آفرینش ادامهٔ کمیک‌استریپ‌ها ساخته شد. در کل، بیش از ۷۰ میلیون نسخه از این مجله در ژاپن به فروش رسید و باعث شد این مجله تا کنون یکی از دوست‌داشتنی‌ترین مجلات در این کشور به‌شمار می‌آید.
این مجموعه برای نخستین بار در دهه هفتاد خورشیدی دوبله و از تلویزیون ایران پخش شد.

## داستان
داستان این مانگا از دوران ابتدایی پسری به نام سوباسا اُزارا شروع می‌شود. او عاشق فوتبال است و آرزو دارد که با پیراهن تیم ملی فوتبال ژاپن جام جهانی را به‌دست‌آورد. معنی نام سوباسا اوزارا (Tsubasa Ozora) در فارسی «بال‌های بزرگ آسمان» است. او با مادرش در ژاپن زندگی می‌کند، درحالی که پدرش کاپیتان کشتی است و دور دنیا دریانوردی می‌کند.
لقب سوباسا اوزارا «سوکر نو موشیگو» به معنی «فرستاده‌شده از بهشت فوتبال» است. وقتی او فقط یک سال داشته، در حالی که با توپ فوتبال بازی می‌کرده به دنبال توپ جلوی اتوبوس می‌رود. در آن لحظه توپ فوتبال را بغل کرده و تصادف می‌کند، اما توپ مانع از برخورد شدید اتوبوس با او شده و مانند بالشتک هوا عمل می‌کند و او را به سمتی پرت می‌کند، ولی پس از چند ثانیه سوباسا دوباره به همراه توپش از زمین بلند می‌شود.
در شروع داستان سوباسا با دختری به نام Sanae، از علاقه‌مندان به فوتبال و طرفداران تیم مدرسه نانکاتسو، آشنا شد و این آشنایی این امکان را فراهم کرد تا خیلی زود با واکابایاشی ملاقات کند. دروازه‌بانی که از استعداد بی‌نظیری برخوردار بود و هیچ‌کس از ورزشکاران آن شهر نمی‌توانستند به او گل بزنند، حتی با توپ راگبی و بیسبال. سرانجام روبرتو هونگو بازیکن برزیلی که دوست پدر سوباسا بود و برای درمان چشمش در ژاپن حضور داشت، مربی سوباسا شد. او نگرش سوباسا را نسبت به فوتبال حرفه‌ای بهبود بخشید.
برترین رقیب سوباسا و واکی بایاشی در ژاپن کسی نبود جز کوجیرو هیوگا؛ کسی که به خاطر کمک به خانواده‌اش آرزو داشت یک فوتبالیست حرفه‌ای شود. کاکرو فردی بسیار محکم و پر قدرت بود که می‌خواست در هر بازی پیروز باشد. سرانجام سوباسا با کمک کوجیرو هیوگا، گنزو واکابایشی و تارو میساکی قهرمان جام جهانی جوانان می‌شوند. در جام جهانی آن‌ها با کارل هاینز اشنایدر، امپراتور جوان فوتبال آلمان روبرو می‌شوند و در فینال سوباسا وی را شکست می‌دهد.
سوباسا پس از مدتی از نانکاتسو جدا شده و به باشگاه فوتبال سائو پائولو برزیل که همان روبرتو هنگو دوست پدرش سرمربی آن بود، می‌رود. او در آن جا با کارلوس سانتانا که در فلامینگو بازی می‌کند و به پسر خدای فوتبال معروف است، روبه‌رو می‌شود.
رقیب اصلی سوباسا در مسیر فوتبالیست شدنش کاکرو بود؛ بازیکنی که همانند سوباسا یک فوتبالیست حرفه‌ای بود.
سوباسا در بزرگسالی، وقتی که به دنیای فوتبال حرفه‌ای قدم می‌گذارد، به تیم بارسلونا (که در خود انیمه کاتالونیا اف‌سی خوانده می‌شود) می‌پیوندد. او دوره فوتبال حرفه‌ای خود را آن جا طی کرده و با حریفان جدیدی مثل برایان کرایفورد از هلند، لوین از سوئد و ناتورزا از برزیل روبرو می‌شود.